# تات‌نشین‌های بلوک زهرا
تات‌نشین‌های بلوک زهرا سفرنامه‌ای از جلال آل احمد نویسندهٔ معاصر ایران است که به معرفی تات‌های شهرستان تاکستان شهرستان بوئین‌زهرا می‌پردازد. این کتاب در واقع سفرنامه‌ای است که در آن نویسنده شرح وقایع سفری که در هنگام کودکی همراه با پدر خویش از تهران تا ابراهیم‌آباد قزوین (زادگاه یکی از والدینش) انجام داده را نوشته‌است. آل احمد در این سفرنامه با نگاهی مردم‌شناسانه به معرفی روستاها و شهرهای میانهٔ راه مانند بوئین‌زهرا و اشتهارد پرداخته و در این معرفی، جنبه‌های مردم‌شناسی، زبان‌شناسی، جغرافیا، فرهنگ و آداب و رسوم مردم را وانمایی کرده‌است.

## مشخصات چاپ
کتاب «تات‌نشین‌های بلوک زهرا» نخستین بار با مشخصات زیر به چاپ رسید و پس از آن بارها تجدید چاپ شد:
- آل‌اح‍م‍د، ج‍لال، ت‍ات‌ن‍ش‍ی‍ن‌ه‍ای ب‍ل‍وک زه‍را: وض‍ع م‍ح‍ل، ام‍ور ک‍دخ‍دائ‍ی، آداب، ف‍ول‍ک‍ل‍ور، ل‍ه‍ج‍ه، ع‍ک‍س‌ها از ش‍م‍س‌ال‍دی‍ن آل‌اح‍م‍د، طرح‌ها از فخری عرب‌نژاد، ت‍ه‍ران: کتابخانه دانش، ۱۳۳۷.